# Medal Izery
Medal Izery (fr. Médaille de l'Yser, niderl. Medaille van de IJzer) – belgijski medal wojskowy nadawany za udział w I wojnie światowej.

## Historia
Został ustanowiony 18 października 1918 za udział w bitwie nad rzeką IJzer (Yser) w dniach 16–31 października 1914, w której armia belgijska zatrzymała niemiecką inwazję.
Wstążka medalu była jednego rodzaju, o barwie czerwono-ceglastej z czarnymi szerokimi paskami po brzegach.
W polskim piśmiennictwie przyjęto nazwę Medal Izery.